# دايفيد جونسون (منافس ألعاب قوى)
دايفيد جونسون (بالإنجليزية: David Johnson)‏ (و. 1902 – 1972 م) هو منافس ألعاب قوى كندي، شارك في الألعاب الأولمبية الصيفية 1924، توفي عن عمر يناهز 70 عاماً.

## التعليم
تعلم في جامعة مكغيل.

## روابط خارجية
- دايفيد جونسون على موقع اللجنة الأولمبية الدولية (الإنجليزية)
- دايفيد جونسون على موقع أوليمبيديا (الإنجليزية)
- دايفيد جونسون على موقع اللجنة الأولمبية الكندية (الإنجليزية)